# Crestview (Floryda)
Crestview – miasto w Stanach Zjednoczonych, w stanie Floryda, siedziba administracyjna hrabstwa Okaloosa.